# Sally Struthers
Sally Anne Struthers (Portland, 1947. július 28. –) kétszeres Primetime Emmy-díjas amerikai színésznő, aktivista.

## Élete

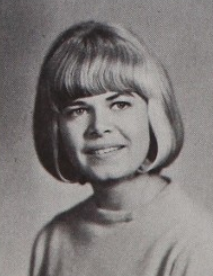
Struthers végzős osztályképe, 1965-ben

Sally Anne Struthers 1947. július 28-án született az oregoni Portlandben, Margaret Caroline (születési nevén: Jernes) és Robert Alden Struthers sebész második gyermekeként. Van egy nővére, Sue. Anyai nagyszülei norvég bevándorlók voltak
Amikor Struthers kilenc éves volt, apja elhagyta a családot, ezt követően édesanyja nevelte Portland Concordia nevű városrészében. Édesanyja, aki maga és két lánya mellett a Bonneville Power Administrationnél dolgozott, gyermekkorában depresszióban szenvedett.

## Aktivizmus
Struthers a Christian Children's Fund (később ChildFund) szóvivője volt, és a fejlődő országok elszegényedett gyermekeiért kampányolt.

## Üzleti érdekeltségek
Struthers az International Correspondence School (ICS) szóvivője volt tévéreklámokban, különösen a híres "Do you want to make more money? Sure, we all do!" című reklámban. Az ICS egy olyan iskola volt, amely változatos tantervvel rendelkezett, és abban az időben a téglaépítéstől a személyi számítógépekig terjedő szakterületek voltak a kínálatában.

## Magánélete
Struthers 1977. december 18-án ment férjhez William C. Rader pszichiáterhez Los Angelesben. Miután született egy Samantha nevű lányuk, a pár 1983. január 19-én elvált.